# Рукомет на Летњим олимпијским играма 1936.
Рукомет на Летњим олимпијским играма 1936. у Берлину бележи свој деби на олимпијским играма. Прецизније, радило се о "великом рукомету", у којој екипу чини десет играча и голман, а игра се на фудбалском терену. Велики рукомет се више не игра. а Олимпијске игре 1936. представљају прво и последње учешће овог спорта на олимпијским играма.
Такмичење је одржано у Берлину од 6. августа до 14. августа, само у мушкој конкуренцији. Такмичило се шест мушких екипа, подељених у две групе са по три учесника. Играло се по бод систему. Две првопласиране екипе из сваке групе формирале су нову групу, у којој се такође играло по бод систему (свако са сваким). Пласман у групи био је и редослед освајача медаља. Трећепласиране екипе из прве фазе такмичења, играле су за пласман на 5 место.

## Резултати

### Група А
| Датум, време     | 1. екипа | Резултат | 2. екипа         |
| 6. август, 17,15 | Немачка  | 22 : 0   | Мађарска         |
| 7. август, 17,20 | Мађарска | 7 : 2    | Сједињене Државе |
| 8. август, 17,15 | Немачка  | 29 : 1   | Сједињене Државе |

### Табела групе А
| Група А          | У | П | Н | Г | ДГ | ПГ | Бодови |
| Немачка          | 2 | 2 | 0 | 0 | 51 | 1  | 4      |
| Мађарска         | 2 | 1 | 0 | 1 | 7  | 24 | 2      |
| Сједињене Државе | 2 | 0 | 0 | 2 | 3  | 36 | 0      |

Легенда:
 У=број утакмица, П=победа
Н=нерешено, Г=пораз
ДГ=дати голови, ПГ=примљени голови

### Група Б
| Датум, време     | 1. екипа   | Резултат | 2. екипа   |
| 6. август, 17,15 | Аустрија   | 18 : 3   | Румунија   |
| 7. август, 17,15 | Швајцарска | 8 : 6    | Румунија   |
| 8. август, 17,15 | Аустрија   | 14 : 3   | Швајцарска |

### Табела групе Б
| Група Б    | У | П | Н | Г | ДГ | ПГ | Бодови |
| Аустрија   | 2 | 2 | 0 | 0 | 32 | 6  | 4      |
| Швајцарска | 2 | 1 | 0 | 1 | 11 | 20 | 2      |
| Румунија   | 2 | 0 | 0 | 2 | 9  | 26 | 0      |

### Финална група
| Датум, време      | 1. екипа   | Резултат | 2. екипа   |
| 10. август, 16,00 | Немачка    | 19 : 6   | Мађарска   |
| 10. август, 17,50 | Аустрија   | 11 : 6   | Швајцарска |
| 12. август, 15,00 | Аустрија   | 11 : 7   | Мађарска   |
| 12. август, 16,50 | Немачка    | 16 : 6   | Швајцарска |
| 14. август, 15,00 | Швајцарска | 10 : 5   | Мађарска   |
| 14. август, 16,50 | Немачка    | 10 : 6   | Аустрија   |

### Табела финалне групе
| Финална група | У | П | Н | Г | ДГ | ПГ | Бодови |
| Немачка       | 3 | 3 | 0 | 0 | 45 | 18 | 6      |
| Аустрија      | 3 | 2 | 0 | 1 | 28 | 23 | 4      |
| Швајцарска    | 3 | 1 | 0 | 2 | 22 | 32 | 2      |
| Мађарска      | 3 | 0 | 0 | 3 | 18 | 40 | 0      |

#### Утакмица са пето место
| 10. август, 11,00 | Румунија | 10 : 3 | Сједињене Државе |

## Коначан пласман
| Злато   | Немачка          |
| Сребро  | Аустрија         |
| Бронза: | Швајцарска       |
| 4.      | Мађарска         |
| 5.      | Румунија         |
| 6.      | Сједињене Државе |

### Освајачи медаља
| 1. | Немачка    | Карл Кројцберг, Артур Кнауц, Вили Бандхолц, Ханс Кајтер, Вилхелм Бринкман, Рудолф Штал, Фриц Шпенглер, Ерих Херман, Гинтер Ортман, Вилхелм Бауман, Фриц Фром, Хајнц Керверс, Вилхелм Милер, Георг Дашер, Курт Досин, Херман Хансен, Едгар Рајнхарт, Ханс Тајлиг, Хелмут Бертхолд, Алфред Клинглер, Хелмут Бразелман, Хајнрих Кајмиг        |
| 2. | Аустрија   | Фридрих Маурер, Франц Брунер, Фридрих Вурмбек, Сигфрид Пурнер, Јохан Цехетнер, Јохан Хоухка, Франц Бистрицки, Франц Бергхамер, Валтер Рајсп, Фердинанд Кифлер, Антон Первајн, Алојс Шнабел, Франц Бартл, Јохан Таушер, Ото Лиха, Емил Јурацка, Леополд Волраб, Јарослав Волак, Алфред Шмалцер, Лудвиг Шуберт, Јозеф Креци, Сигфрид Поволни |
| 3. | Швајцарска | Едуард Шмид, Ерланд Херкенпат, Ерих Шмит, Ролф Фес, Макс Штрајб, Роберт Штудер, Рудолф Вирц, Георг Мишон, Ернст Хуфшмид, Вили Хуфшмид, Еуген Сајтерле, Макс Блош, Вернер Шојерман, Вили Шефер, Вили Гизи, Вернер Мејер, Буркхард Гантенбе                                                                                                  |